# Turquía en los Juegos Europeos
Turquía en los Juegos Europeos está representada por el Comité Olímpico Nacional Turco. Ha obtenido un total de 29 medallas: 6 de oro, 4 de plata y 19 de bronce.

## Medalleros

### Por edición
| Evento     | Oro | Plata | Bronce | Total |
| ---------- | --- | ----- | ------ | ----- |
| Bakú 2015  | 6   | 4     | 19     | 29    |
| Minsk 2019 | 2   | 6     | 7      | 15    |
| TOTAL      | 8   | 10    | 26     | 44    |

### Por deporte
| Evento        | Oro | Plata | Bronce | Total |
| ------------- | --- | ----- | ------ | ----- |
| Atletismo     | 0   | 0     | 1      | 1     |
| Bádminton     | 0   | 0     | 1      | 1     |
| Boxeo         | 0   | 0     | 2      | 2     |
| Gimnasia      | 0   | 0     | 1      | 1     |
| Judo          | 0   | 1     | 1      | 2     |
| Karate        | 3   | 6     | 6      | 15    |
| Lucha         | 2   | 2     | 9      | 13    |
| Taekwondo     | 0   | 0     | 1      | 1     |
| Tenis de mesa | 0   | 0     | 1      | 1     |
| Tiro          | 0   | 0     | 1      | 1     |
| Tiro con arco | 0   | 0     | 1      | 1     |
| Voleibol      | 1   | 0     | 0      | 1     |
| TOTAL         | 8   | 10    | 26     | 44    |